# クスノキ-500年の風に吹かれて-
『クスノキ-500年の風に吹かれて-』（クスノキ ごひゃくねんのかぜにふかれて）は、福山雅治の楽曲。
2025年6月30日に12作目の配信限定シングルとしてリリースされた。
本記事では、福山の楽曲「クスノキ-500年の風に吹かれて-」と併せて、映画『長崎-閃光の影で-』の主題歌として2025年8月1日に配信された姉妹曲 「クスノキ -閃光の影で-」（福山がプロデュースを務める）についても解説する。

## 背景・リリース
本作は、福山が2014年に発表した楽曲「クスノキ」（アルバム『HUMAN』に収録）を新たにアレンジ・編曲したものである。この曲は、長崎市にある山王神社の「被爆クスノキ」を題材としている。
被爆80年の節目にあたる2025年に、「クスノキ」のアレンジverとして本曲が作成された。編曲・ボーカルの再録音を行い、さらに合唱隊やオーケストラを追加することで、合唱曲としての一面も持つようになった。
本楽曲は、NHK『みんなのうた〜ひろがれ！いろとりどり』にて2025年6月に放送された。この放送で使用されたアニメーション映像は、国内外で高く評価される画家junaidaが楽曲からインスパイアを受け、描き下ろした絵画「KUSUNOKI」を元に制作されたものである。このアニメーション映像は、Live Board社が運営している全国のデジタルOOH（屋外広告）や長崎スタジアムシティのスーパービジョンでも特別放映されている。
2025年7月5日から8月31日まで長崎県美術館にて特別展示「クスノキ／福山雅治×junaida」が開催され、junaida氏の「KUSUNOKI」原画が展示されている。またこの絵画をラッピングした路面電車が、長崎電気軌道の協力で2025年8月9日から9月8日に長崎市内を走行予定。
2025年8月9日にNHK総合で放送される音楽特番「MUSIC GIFT 2025 〜あなたに贈ろう 希望の歌〜」では、長崎スタジアムシティのHAPPINESS ARENAから約5000人との合唱によるパフォーマンスが生中継される。
本楽曲の配信利益の一部は、被爆樹木保全を目的とする「長崎クスノキプロジェクト」を通じ、長崎市のクスノキ基金へ寄付される。このプロジェクトは、長崎に現存する被爆樹木の保全・保護活動を目的としている。

## クスノキ -閃光の影で-
「クスノキ -閃光の影で- Produced by Fukuyama Masaharu」は、映画『長崎-閃光の影で-』の主題歌として、福山の楽曲「クスノキ」をアレンジし制作された楽曲である。劇中で田中スミ役を演じた菊池日菜子、大野アツ子役の小野花梨、岩永ミサヲ役の川床明日香の3名が歌唱を担当している（名義はそれぞれの役名）。
長崎出身で被爆3世である松本准平監督から、「祖父たちの被爆体験を受け継ぎ平和を次世代に伝えるべく、映画のエンディングを飾る主題歌を福山さんに担当していただきたい」というオファーにより、本楽曲が作成されることになった。
福山はプロデュースおよび歌唱ディレクションを担当しており、レコーディングには、明治期に製造されたヴィンテージオルガンが使用された（演奏は井上鑑）。
「クスノキ-500年の風に吹かれて-」同様、本楽曲の利益の一部も、「長崎クスノキプロジェクト」を通じ、長崎市のクスノキ基金へ寄付される。